# 스니게이터 2세
《스니게이터 2세》(スニゲーターJr.)는 쾌걸 근육맨 2세에 등장하는 등장인물이다.

## 프로필
스니게이터의 아들이자, MAX맨의 아버지. 자신의 아버지가 근육맨에게 패배하는 바람에 근육맨 가문과 미트에게 깊은 원한이 있고, 자신은 태어날 때부터 몸이 허약했기 때문에 자신이 직접 나설 수 없어서, MAX맨을 낳은 뒤 자신의 아들을 아기 때부터 데몬 플랜트에 입학시켜 스니게이터의 기술 중에서 가장 강력한 변신을 하는 운동화로 변신시키는 지옥 훈련을 시킨다.